# Плетерниця
Плетерниця (хорв. Pleternica) — місто на сході Хорватії, у Славонії, центр однойменної громади Пожезько-Славонська жупанії.
Місто розташоване за 12 км на південний схід від Пожеги, у т. зв. Пожезькій долині (хорв. Požeška kotlina), біля гирла річки Лонджа (Londža) при її впадінні в Орляву, коло підніжжя гори Пожешка Ґора (Požeška Gora) на висоті 153 м.
Місце вперше згадується в 1270 році під назвою Светі Нікола (Св. Миколай), перша згадка під нинішньою назвою походить з 1427 р.
Маленьке містечко на стику залізниці та перетину декількох автодоріг відповідає вимогам туризму транзиту. У Плетерниці традиційно проходить фольклорний огляд «Червневі дні художньої самодіяльності» (відомий за хорватським скороченням LIDAS).
Річки Орлява і Лонджа надають можливості для риболовлі. Водоспад на Орляві поблизу Плетерниці є улюбленим місцем риболовів та екскурсантів.

## Населення
Населення громади за даними перепису 2011 року становило 11 323 осіб. Населення самого поселення становило 3 418 осіб.
Динаміка чисельності населення громади:
Динаміка чисельності населення центру громади:

## Населені пункти
Крім поселення Плетерниця, до громади також входять: 
- Ашиковці
- Билиці
- Блацько
- Брджани
- Бресниця
- Бродський Дреноваць
- Буч'є
- Бук
- Бзениця
- Чосинаць
- Фрклєвці
- Градаць
- Кадановці
- Калинич
- Кнежці
- Комориця
- Кузмиця
- Лакушия
- Малий Билач
- Михалєвичі
- Новоселці
- Плетерницькі Михалєвці
- Полоє
- Пожеська Копривниця
- Ратковиця
- Ресник
- Сесвете
- Среднє Село
- Сулковці
- Свилна
- Трапарі
- Тулник
- Весела
- Вишковці
- Врчин Дол
- Заградже
- Зарилаць

## Клімат
Середня річна температура становить 11,04°C, середня максимальна – 25,40°C, а середня мінімальна – -6,12°C. Середня річна кількість опадів – 680 мм.
| Клімат поселення                              | Клімат поселення | Клімат поселення | Клімат поселення | Клімат поселення | Клімат поселення | Клімат поселення | Клімат поселення | Клімат поселення | Клімат поселення | Клімат поселення | Клімат поселення | Клімат поселення | Клімат поселення |
| Показник                                      | Січ.             | Лют.             | Бер.             | Квіт.            | Трав.            | Черв.            | Лип.             | Серп.            | Вер.             | Жовт.            | Лист.            | Груд.            |                  |
| Середній максимум, °C                         | 5,68             | 7,98             | 12,55            | 17,13            | 22,27            | 25,40            | 25,27            | 24,76            | 20,67            | 15,34            | 9,36             | 5,39             |                  |
| Середня температура, °C                       | −0,2             | 2,10             | 6,67             | 11,20            | 16,36            | 19,49            | 21,28            | 20,79            | 16,68            | 11,36            | 5,40             | 1,40             |                  |
| Середній мінімум, °C                          | −6,12            | −3,82            | 0,75             | 5,33             | 10,46            | 13,60            | 17,29            | 16,82            | 12,72            | 7,37             | 1,40             | −2,57            |                  |
| Норма опадів, мм                              | 43               | 39               | 41               | 53               | 63               | 87               | 64               | 61               | 51               | 59               | 66               | 53               |                  |
| Середньомісячна швидкість вітру, м/с          | 2.21             | 2.50             | 2.76             | 2.67             | 2.36             | 2.20             | 2.10             | 1.94             | 1.91             | 2.02             | 2.19             | 2.30             |                  |
| Середньомісячна сонячна радіація, кДж/м²·день | 4264             | 6943             | 10864            | 15343            | 19316            | 21444            | 22186            | 20342            | 14919            | 9295             | 4809             | 3539             |                  |
| --------------------------------------------- | ---------------- | ---------------- | ---------------- | ---------------- | ---------------- | ---------------- | ---------------- | ---------------- | ---------------- | ---------------- | ---------------- | ---------------- | ---------------- |
| Джерело:                                      |                  |                  |                  |                  |                  |                  |                  |                  |                  |                  |                  |                  |                  |